# داني كاريل
داني كاريل (بالإسبانية: Dani Carril)‏ هو لاعب كرة قدم إسباني في مركز الدفاع، ولد في 28 يوليو 1980 في فيغو في إسبانيا. لعب مع بونفيرادينا ورابيدو دي بوزاس وسيلتا فيغو ب وسيلتا فيغو ونادي إيركوليس ونادي لاس بالماس ونادي لوغو ونادي ليفانتي.

## وصلات خارجية
- داني كاريل على موقع قاعدة بيانات كرة القدم.إي يو (الإنجليزية)
- داني كاريل على موقع Soccerway.com (الإنجليزية)